# 東京銀行
東京銀行（日语：とうきょうぎんこう，The Bank of Tokyo, Ltd.）是日本過去存在的都市銀行之一。簡稱東銀（とうぎん）。

東京銀行标志，由田中一光设计

## 历史
1996年，東京銀行和三菱銀行合併為東京三菱銀行（現三菱UFJ銀行的前身之一）。東京銀行設立於1946年，其實際上的前身是戰前的特殊銀行横濱正金銀行。也因此使得東京銀行在外匯業務上具有優勢。